# Listă de conducători de stat din 782
778 - 779 - 780 - 781 - 782 - 783 - 784 - 785 - 786
Aceasta este o listă a conducătorilor de stat din anul 782:

## Europa
- Anglia, statul anglo-saxon Northumbria: Elfwald I (rege, 778-789)
- Anglia, statul anglo-saxon East Anglia: Ethelred (rege, ?-?) (?) și Ethelbert (rege, ?-794)
- Anglia, statul anglo-saxon Essex: Sigeric (după 758-797/798)
- Anglia, statul anglo-saxon Kent: Eadherht (rege, 725-după 762) (?)
- Anglia, statul anglo-saxon Mercia: Offa (rege, 757-796)
- Anglia, statul anglo-saxon Sussex: Aldwulf (rege, după cca. 780-791)
- Anglia, statul anglo-saxon Wessex: Cynewulf (rege, 757-786)
- Asturia: Silo (rege, 774-783)
- Bavaria: Tassilo al III-lea (duce din dinastia Agilolfingilor, 749-788)
- Benevento: Arechis al II-lea (duce, 758-774; principe, 774-787)
- Bizanț: Constantin al VI-lea (împărat din dinastia Isauriană, 780-790, 790-797)
- Bulgaria: Kardam (han, 777-803)
- Cordoba: Abu'l-Mutarrif Abd ar-Rahman I ibn Muauia ibn Hișam (emir din dinastia Omeiazilor, 756-788)
- Francii: Carol cel Mare (rege din dinastia Carolingiană, 768-814; ulterior, rege al Italiei, 774-814; ulterior, rege al Bavariei, 788-814; ulterior, împărat occidental, 800-814)
- Friuli: Marcarius (duce, 776-787)
- Gruzia, statul Abhazia: Leon al II-lea (rege, 767/768-811/812)
- Gruzia, statul Khartlia (Iberia): Ștefan al III-lea (suveran, 779/780-786)
- Italia: Carol cel Mare (rege din dinastia Carolingiană, 774-814; totodată, rege al francilor, 768-814; ulterior, rege al Bavariei, 788-814; ulterior, împărat occidental, 800-814) și Pepin (rege din dinastia Carolingiană, 781-810)
- Neapole: Grigore al II-lea (duce, 766/767-793/794)
- Scoția, statul picților: Talorcen (Talorgan) al II-lea (rege, 781?-785?)
- Scoția, statul celt Dalriada: Domnall (rege, 781-805?)
- Spoleto: Hildeprand (duce, 774-788)
- Statul papal: Adrian I (papă, 772-795)
- Veneția: Maurizio I și Giovanni Galbaio (dogi, 764-787)

## Asia

### Orientul Apropiat
- Bizanț: Constantin al VI-lea (împărat din dinastia Isauriană, 780-790, 790-797)
- Califatul abbasid: Abu Abdallah Muhammad al-Mahdi ibn al-Mansur (calif din dinastia Abbasizilor, 775-785)

### Orientul Îndepărtat
- Cambodgea, statul Tjampa: Prithindravarman (rege din a cincea dinastie, 758?-774/784) și Satyavarman (rege din a cincea dinastie, 774/784-787/801)
- China: Deong (împărat din dinastia Tang, 780-805)
- Coreea, statul Silla: Sondok (Yangsung) (rege din dinastia Kim, 780-785)
- India, statul Chalukya răsăriteană: Vișnuvaradhana al IV-lea (rege, 764-799)
- India, statul Gurjara Pratihara: Vatsaraja (cca. 775-cca. 792)
- India, statul Pallava: Nandivarman al II-lea Pallavamalla (Nandipotavarman) (rege din a treia dinastie, 731-795)
- India, statul Raștrakuților: Dhruva (sau Dhora) (rege, cca. 780-793)
- Kashmir: Jayapida (sau Vinayaditya) (rege din dinastia Karkota, 751-782) și Jajja (uzurpator, 782-785)
- Japonia: Kanmu (împărat, 781-806)
- Nepal: Varadeva (rege din dinastia Thakuri, cca. 777-784)
- Sri Lanka: Mahinda al II-lea Silamegha (rege din dinastia Silakala, 765-785)
- Tibet: K'ri-srong lDe-bTsan (Tri-song De-tsen) (chos-rgyal, 755-797)